# Zmarzła Przełączka Wyżnia
Zmarzła Przełączka Wyżnia (niem. Obere Ödkarscharte, słow. Vyšné zmrzlé sedlo, węg. Felső-Fagyottavi-csorba) – głęboko wcięta, wąska przełęcz w długiej wschodniej grani Świnicy w polskich Tatrach Wysokich, oddzielająca główny wierzchołek Małego Koziego Wierchu od znajdujących się w jego wschodniej grani Zmarzłych Czub. Granią przez przełęcz poprowadzony jest szlak Orlej Perci. Z przełęczy do Kotła Zmarzłego Stawu Gąsienicowego schodzi głęboki żleb Honoratka, dawniej zwany Żydowskim Żlebem i jeszcze dziś tak oznaczany na niektórych mapach. Obie nazwy mają niejasną genezę, starsza może pochodzić od żydowskiego turysty, Kurta Langfeldesa, który zginął w tym miejscu w 1925 r.
Pierwsze odnotowane wejścia:
- granią – ks. Walenty Gadowski z osobami towarzyszącymi – ok. 1902 r., podczas wejścia na Mały Kozi Wierch z Dolinki Pustej na siodło pomiędzy Zmarzłymi Czubami, przez zachodni wierzchołek Zmarzłych Czub, Zmarzłą Przełączką Wyżnią na Mały Kozi Wierch,
- podejście od strony północnej, żlebem – Stanisław Krystyn Zaremba 20 września 1927 r.; wcześniej żlebem podeszli do ok. 2/3 wysokości Stanisław Kowenicki, Mieczysław Szczuka 10 lipca 1925 r. podczas prowadzonej akcji ratunkowej po zgłoszeniu zaginięcia turysty[5].

Strome zejście z Małego Koziego Wierchu do wcięcia Zmarzłej Przełączki Wyżniej ubezpieczone jest łańcuchami. Na przełęczy tej szlak Orlej Perci ponad żlebem Honoratka przewija się na stronę północną i trawersuje północne ściany Zmarzłych Czub półką nad Kotłem Zmarzłego Stawu. Przejście to ubezpieczone jest łańcuchami na długich kotwach i klamrami. Często aż do późnego lata zalega tutaj śnieg. Do 2012 r. miało tu miejsce 6 wypadków śmiertelnych.

## Szlaki turystyczne
– przez przełęcz przebiega znakowana czerwono Orla Perć z przełęczy Zawrat na Krzyżne (na odcinku Zawrat – Kozi Wierch od lipca 2007 r. ruch odbywa się wyłącznie w kierunku wschodnim z Zawratu w kierunku Koziego Wierchu). Czas przejścia z Zawratu na Kozi Wierch: 2:50 h

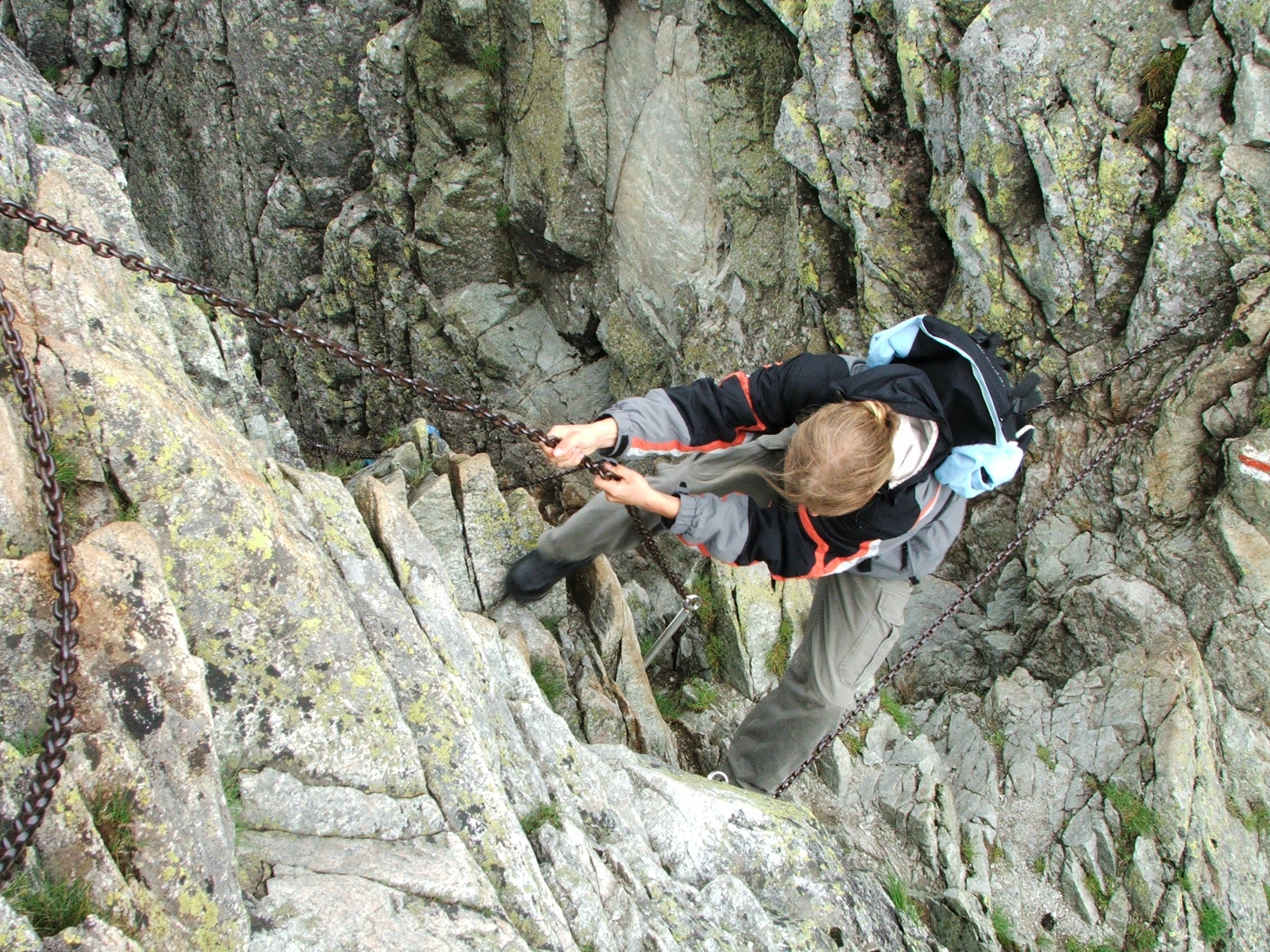
Zejście do Zmarzłej Przełączki
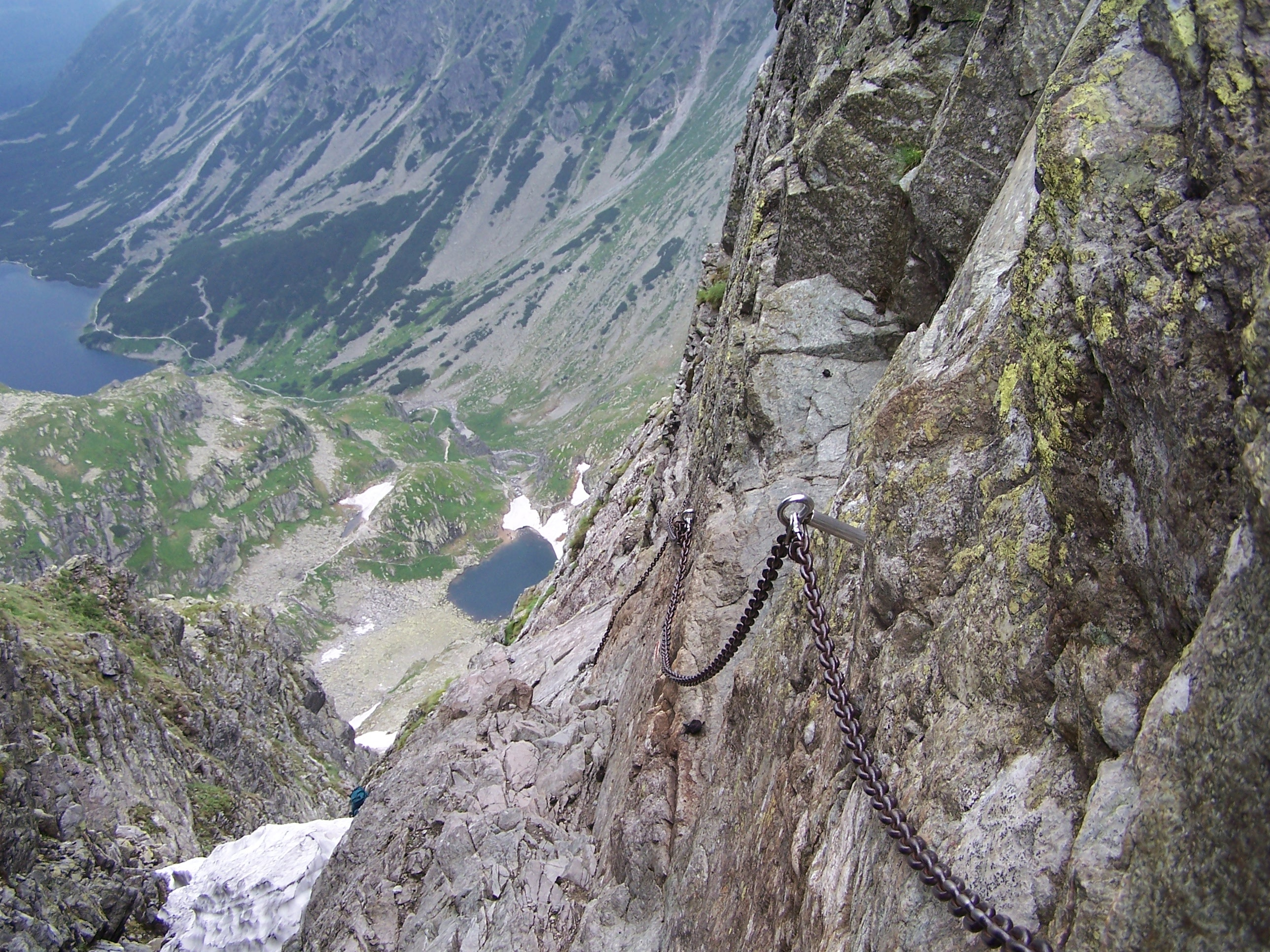
Szlak Orlej Perci w Zmarzłej Przełączce
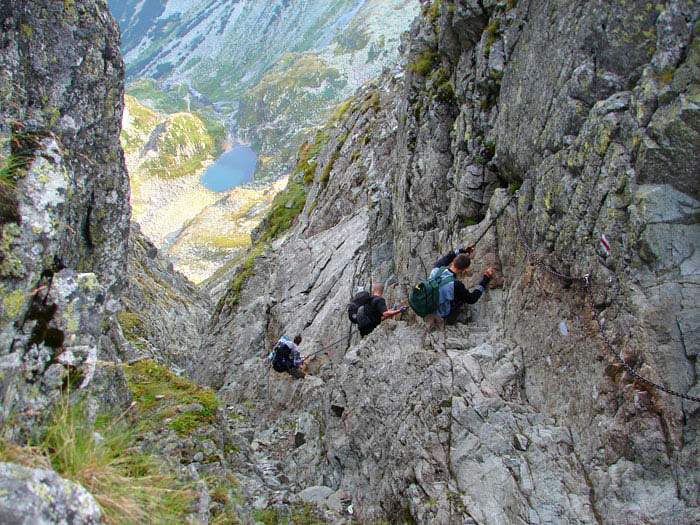
Przejście ponad żlebem Honoratka
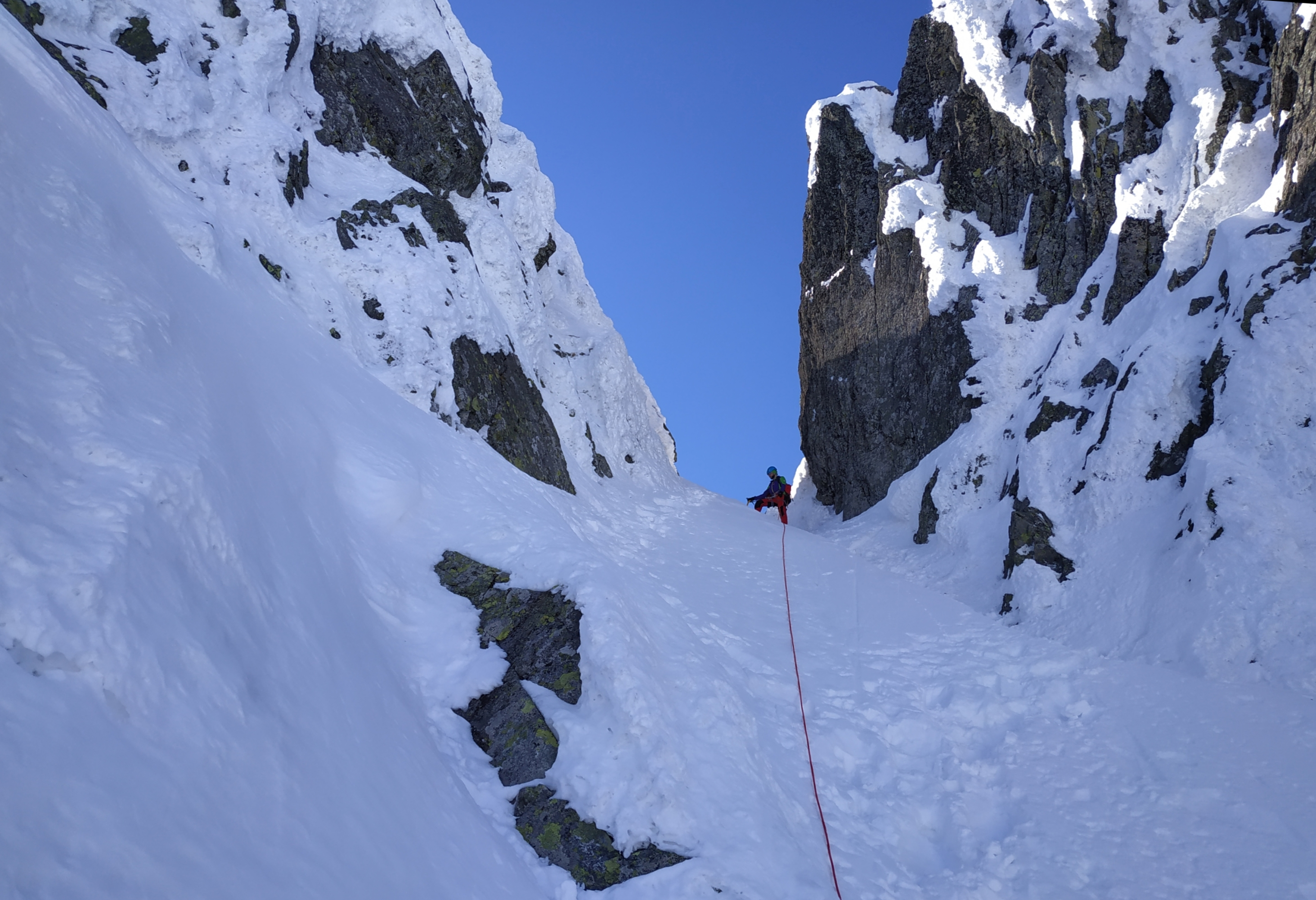
Przełęcz zimą